# Antonín František z Magni
Antonín František hrabě z Magni (německy Anton Franz von Magnis, 9. května 1862 Eckersdorf, okres Neurode, Slezsko – 17. října 1944 Strážnice) byl moravský šlechtic a velkostatkář z rodu Magnisů. Byl majitelem dolů, státním úředníkem a poslancem německého říšského sněmu.

## Život

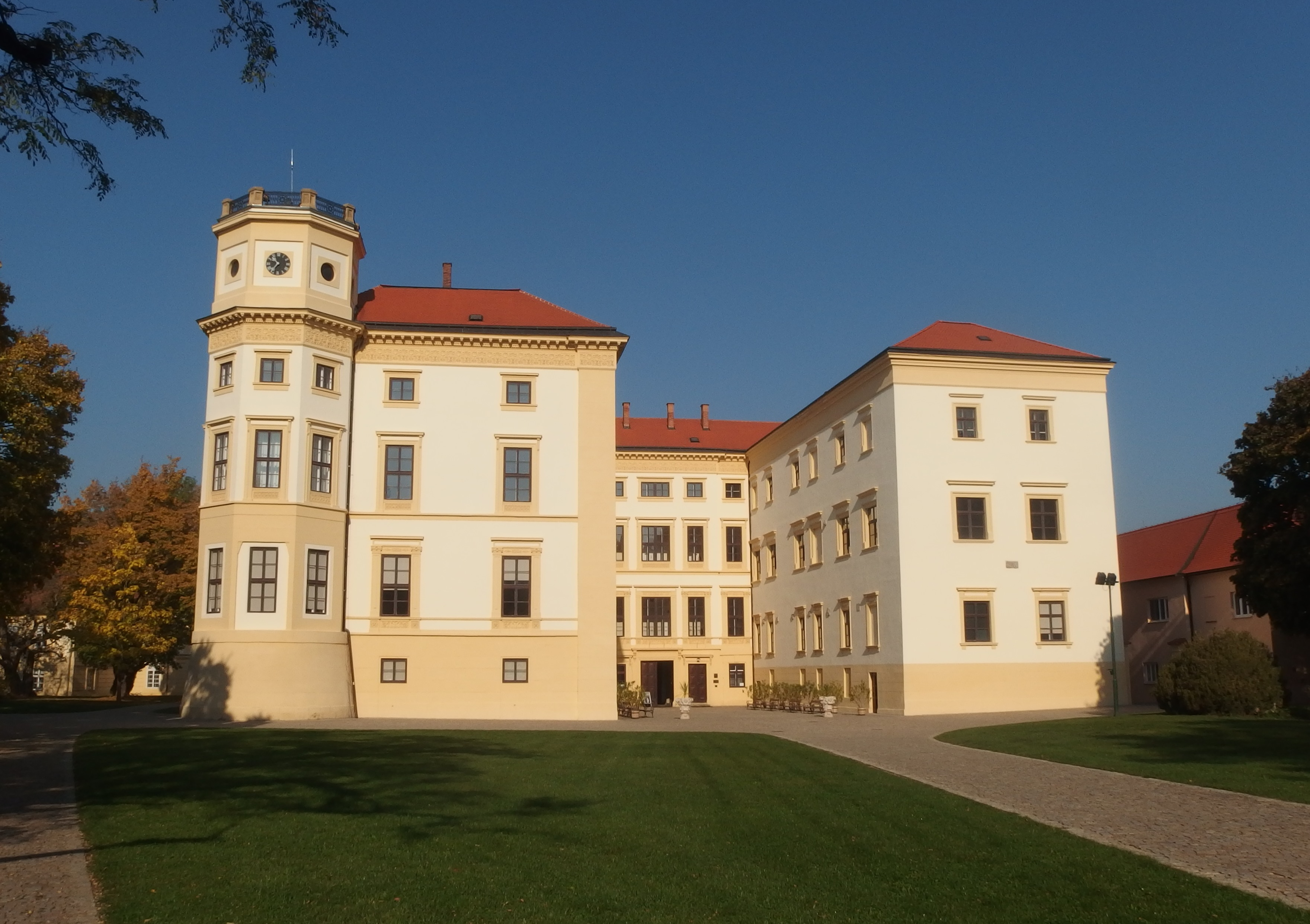
Zámek Strážnice

Antonín František Ferdinand Vilém Karel hrabě z Magni (Anton Franz Ferdinand Wilhelm Karl, Graf von Magnis) pocházel z moravského šlechtického rodu Magnisů. Jeho rodiči byli Vilém Arnošt Adolf z Magni (1828–1888) a jeho manželka Gabriela Deymová ze Stříteže (1839–1920).
Po absolvování Královského gymnázia v Drážďanech-Neustadtu studoval na univerzitách ve Vratislavi, Lipsku a Berlíně. Poté se věnoval správě rodového majetku ve slezském Eckersdorfu a ve Strážnici na Moravě a správě uhelných dolů v Nové Rudě.
Byl kapitánem jízdy v záloze a působil v okresní a zemské správě. Byl členem zemského sněmu ve Slezsku, okresních zastupitelstev okresů Kladsko, Habelschwerdt, Neurode a správy okresu Kladsko. Byl doživotním členem pruské panské sněmovny.
V letech 1898–1903 a od dubna 1915 do roku 1918 byl členem německého říšského sněmu za Stranu středu, volební obvod Vratislav 11 Reichenbach, Neurode.
Antonín František z Magni byl čestným rytířem Suverénního Maltézského řádu, rytířem Královského bavorského řádu sv. Jiří, nositelem velkokříže papežského řádu svatého Řehoře a Řádu červené orlice. Byl posledním mužským majitelem strážnického panství, neboť dva jeho synové zemřeli ve druhé světové válce.

## Rodina
Antonín František z Magni byl ženatý s Blankou, dcerou diplomata Františka Deyma ze Stříteže na Hostinném. Z manželství vzešlo mimo jiné
- Gabriela z Magni (1896–1976), sociální pracovnice a zvláštní zástupkyně vratislavského knížete-biskupa Adolfa kardinála Bertrama pro péči o katolické „neárijce“ v Horním Slezsku
- František hrabě z Magni (1897–?)
- hrabě Ferdinand z Magni (1905–1996)
- Marie z Magni (1907–1976)
- Vilém hrabě z Magni (1910–1940)

František Magnis-Suseno je vnukem Antonína Františka z Magni.